# 156-й окремий батальйон територіальної оборони Збройних Сил України

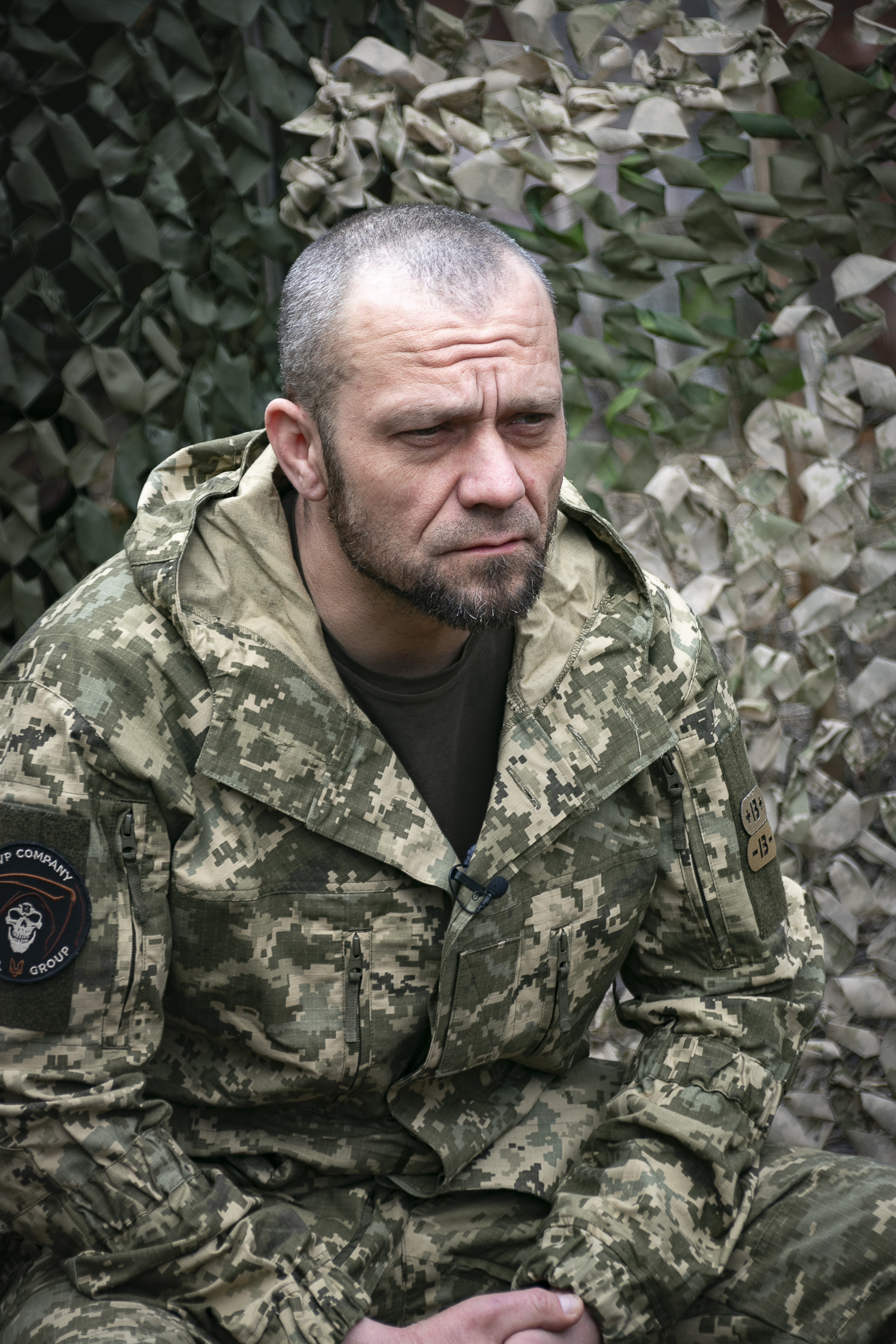
Підполковник Петришин Володимир Володимирович фото:березень 2025

156-й окремий батальйон територіальної оборони Збройних Сил України (156 ОбТрО) — кадроване в мирний час формування Сил територіальної оборони Збройних сил України в Черкаській області. Батальйон перебуває в структурі 118 ОБрТрО у складі Регіонального управління «Північ» Сил ТрО.

## Історія
156-й окремий батальйон Сил територіальної оборони ЗСУ був сформований 30 червня 2018 року в Черкасах. Перший бойовий досвід батальйон отримав у квітні 2022-го бої за Попасну на Луганщині. У 2023-му підрозділ брав участь в обороні Бахмуту. Із серпня 2024 року по квітень 2025-го підрозділ бере участь в Курській операції. Весною-літом 2025-го підрозділ виконував бойові завдння на Покровському напрямку.

## Вони віддали життя за Україну
сержант ТИТАРЕНКО Григорій Іванович командир стрілецького відділення стрілецького взводу стрілецької роти
Народився 11 листопада 1964 року
Попередньо встановлено, що з 28.04.2022 по 29.04.2022 ході ведення бою в населеному пункті Попасна, група військовослужбовців на позиціях оборони підрозділу 2 стрілецької роти була оточена та змушена змінити свої позиції. Під час зміни позиції втратили візуальний контакт та зв'язок.
Вважався зниклими безвісти до весни 2024 року. Після процедури обміну тілами похований 1 квітня 2024 року в Черкасах .
сержант ШАНДРА Володимир Іванович водій стрілецького відділення стрілецького взводу стрілецької роти.
Народився 31 липня 1981 року.
Попередньо встановлено, що з 28.04.2022 по 29.04.2022 ході ведення бою в населеному пункті Попасна, група військовослужбовців на позиціях оборони підрозділу 2 стрілецької роти була оточена та змушена змінити свої позиції. Під час зміни позиції втратили візуальний контакт та зв'язок.
Вважався зниклими безвісти до зими 2024 року. Після процедури обміну тілами похований 3 березня 2024 року в Черкасах.
солдат КІЛЬЧЕВСЬКИЙ Андрій Володимирович водій стрілецького відділення стрілецького взводу стрілецької роти.
Народився 6 травня 1986 року
Попередньо встановлено, що з 28.04.2022 по 29.04.2022 ході ведення бою в населеному пункті Попасна, група військовослужбовців на позиціях оборони підрозділу 2 стрілецької роти була оточена та змушена змінити свої позиції. Під час зміни позиції втратили візуальний контакт та зв'язок.
Вважався зниклими безвісти до літа 2024 року. Після процедури обміну тілами похований 5 серпня 2024 року в Черкасах
 старший солдат НЕГОДА Олег Іванович старший стрілець стрілецького відділення стрілецького взводу стрілецької роти
Народився 2 червня 1971 року
Попередньо встановлено, що з 28.04.2022 по 29.04.2022 ході ведення бою в населеному пункті Попасна, група військовослужбовців на позиціях оборони підрозділу 2 стрілецької роти була оточена та змушена змінити свої позиції. Під час зміни позиції втратили візуальний контакт та зв'язок.
Вважався зниклими безвісти до літа 2024 року. Після процедури обміну тілами похований 29 липня 2024 року в Черкасах.
старший солдат ГОНЧАРЕНКО Олександр Юрійович оператор - розвідник розвідувального відділення розвідвзводу 
Народився 30 червня 1981року
Попередньо встановлено, що під час виконання бойового завдання поблизу н.п. ІВАНІВСЬКЕ 27.04.2023 року, оператор - розвідник розвідувального відділення розвідувального взводу військової частини А7322 старший солдат ГОНЧАРЕНКО Олександр Юрійович отримав тяжкі поранення, а саме множинні ВОП правої гомілки, стегна, грудної клітини, голови, ВЧМТ, пневмоторакс.
Загинув 28 квітня 2023 року неподалік с. Іванівське (Бахмутська міська територіальна громада)
Похований 3 травня 2023 року в Черкасах.
лейтенант (посмертно) МУКАН Володимир Сергійович заступник командира роти з морально-психологічного забезпечення стрілецької роти
Народився 11 червня 1987 року
Попередньо встановлено, що 29.04.2023 року під час виконання бойового завдання, в складі групи закріплення, поблизу н.п. ІВАНІВСЬКЕ під час штурму вогневих позицій противника (250 метрів від вогневої позиції “Казка-2”), заступник командира 3 стрілецької роти з морально-психологічного забезпечення військової частини А7322 молодший лейтенант МУКАН Володимир Сергійович в результаті мінометного обстрілу отримав тяжкі поранення, несумісні с життям .
Похований 3 травня 2023 року в Черкасах.
солдат ЯКОВЛЄВ Михайло Сергійович стрілець стрілецького відділення стрілецького взводу третьої стрілецької роти 
Народився 13 грудня 1967 року
Попередньо встановлено, що 29.04.2023 року під час виконання бойового завдання в складі групи закріплення, під час утримання вогневих позицій противника (250 метрів від вогневої позиції “Казка-2”) поблизу н.п. ІВАНІВСЬКЕ, (Бахмутського району Донецької області) стрілець стрілецького відділення стрілецького взводу третьої стрілецької роти військової частини А7322 солдат ЯКОВЛЄВ Михайло Сергійович в результаті мінометного обстрілу отримав тяжке поранення, несумісне з життям.
Похований 3 травня 2023 року в Черкасах.
солдат КОВАЛЬСЬКИЙ Ігор Петрович радіотелефоніст відділення управління мінометної батареї
Народився 19 лютого 1991 року
Попередньо встановлено, що о 10:00 21.05.2023 року під час виконання бойового завдання, поблизу н.п. ІВАНІВСЬКЕ (Бахмутського району Донецької області) в результаті артилерійського обстрілу радіотелефоніст відділення управління мінометної батареї  військової частини А7322 отримав поранення несумісні с життям (загинув на місці).
Похований 25 травня 2023 року в с.Червона слобода, Черкаського району.
старший солдат КОСТЕНКО Юрій Валерійович водій стрілецького відділення стрілецького взводу третьої стрілецької роти 
Народився 1 серпня 1974 року
Попередньо встановлено, що близько 12:40 26.05.2023 року під час виконання бойового завдання на ВП “Лезо”, поблизу н.п. ІВАНІВСЬКЕ (Бахмутського району Донецької області), під час мінометного обстрілу та обстрілу з СПГ-9, отримав тяжкі осколкові поранення. Приблизно в 14:15 був евакуйований та доставлений до стабілізаційного пункту н.п. Часів Яр. Близько 14:45 в результаті тяжких осколкових поранень, не сумісних із життям, водій стрілецького відділення стрілецького взводу третьої стрілецької роти військової частини А7322 солдат КОСТЕНКО Юрій Валерійович помер.
Похований 1 червня 2023 року в м.Корсунь - Шевченківський Черкаської області
молодший сержант  СИТНИК Валерій Миколайович командир стрілецького відділення стрілецького взводу  стрілецької роти 
Народився 17 квітня 1975 року
Попередньо встановлено, що в період з 00.11-01.55 26.05.2023 року під час виконання бойового завдання на РОП "Нота" ВП "Тюльпан", поблизу н.п. ІВАНІВСЬКЕ (Бахмутського району Донецької області), під час мінометного обстрілу при ротації, командир стрілецького відділення стрілецького взводу стрілецької роти військової частини А7322 сержант СИТНИК Валерій Миколайович отримав тяжкі осколкові поранення, несумісні з життям.
Похований 3 червня 2023 року в Черкасах 
солдат ГРІНІН Костянтин Олександрович стрілець стрілецького відділення стрілецького взводу третьої стрілецької роти 
Народився 9 квітня 1985 року
Попередньо встановлено, що в період з 00.11-01.55 26.05.2023 року під час виконання бойового завдання на РОП "Нота" ВП "Тюльпан", поблизу н.п. ІВАНІВСЬКЕ (Бахмутського району Донецької області), під час мінометного обстрілу при ротації, стрілець стрілецького відділення стрілецького взводу третьої стрілецької роти військової частини А7322 солдат ГРІНІН Костянтин Олександрович отримав тяжкі осколкові поранення, несумісні з життям. Від отриманих поранень військовослужбовець загинув на місці.
Похований 7 червня 2023 року в Черкасах.
капітан КОЛОМІЄЦЬ Валерій Миколайович командир стрілецького взводу стрілецької роти.  
Народився 6 вересня1978 року
Попередньо встановлено, що 28.04.2022, в ході ведення бою в населеному пункті Попасна, Луганської області на позиціях оборони 3 стрілецької роти, група була оточена переважаючими силами піхоти противника та бронетехніки. Під тиском ворожих підрозділів група 3 роти була змушена відступити, в результаті чого було втрачено зв'язок та візуальний контакт. Вважався зниклим безвісті до літа 2024 року. Після процедури обміну тілами похований в м.Черкаси 12 серпня 2024 року .
старший сержант ЛАТІФ Олексій Миколайович головний сержант другої стрілецької роти
Народився 30 червня 1999 року
Під час виконання бойового завдання відповідно до бойового розпорядження в районі н. п. ВЕРХНЬОКАМ’ЯНСЬКЕ, Бахмутського району, Донецької області 12.08.2024 року близько 04 години 20 хвилин внаслідок ворожого обстрілу з танку по позиції зведеної групи сержант ЛАТІФ Олексій Миколайович, головний сержант стрілецької роти військової частини А7322, отримав вогнепальні осколкові поранення несумісні з життям, в результаті яких загинув на місці.
Похований 19 серпня 2024 року в селі Смільчинці на Лисянщині .
старший солдат МАГЕРА Юрій Миколайович стрілець стрілецького відділення стрілецького взводу стрілецької роти
Народився 16 квітня 1967 року
Під час бойового чергування поблизу н.п. Мінакове, Сумської області приблизно о 17:00 06.05.2024 року відбувся ворожий обстріл населеного пункту, ймовірно керованими авіаційними бомбами. Внаслідок влучання,  що сталося неподалік місця бойового чергування  стрілець стрілецького відділення стрілецького взводу стрілецької роти військової частини А7322 старший солдат МАГЕРА Юрій Миколайович отримав травми не сумісні із життям.
Похований 10 травня 2024 року в Черкасах .
солдат УСЕНКО Віталій Олегович гранатометник стрілецького відділення стрілецького взводу третьої стрілецької роти
Народився 29 січня 1988 року.
Під час бойового чергування поблизу н.п. Мінакове, Сумської області приблизно о 17:00 06.05.2024 року відбувся ворожий обстріл населеного пункту, ймовірно керованими авіаційними бомбами. Внаслідок влучання,  що сталося неподалік місця бойового чергування гранатометник стрілецького відділення стрілецького взводу третьої стрілецької роти військової частини А7322 старший солдат УСЕНКО Віталій Олегович отримав травми не сумісні із життям.
Похований 10 травня 2024 року в Черкасах .
ст.солдат САВЕЛЬЄВ Віктор Володимирович кулеметник стрілецького відділення стрілецького взводу стрілецької роти
Народився 02 квітня 1967 року
Попередньо встановлено, що з 29.04.2022 по 30.04.2022 в ході ведення бою в населеному пункті Попасна, група була оточена та змушена змінити свої позиції. Під час зміни позиції втратили візуальний контакт та зв'язок. Вважся зниклими безвісти до квітня 2024 року.
Після проведення процедури обміну тілами похований 22 квітня 2024 року в Черкасах .
ст.солдат БАЛИНЕЦЬ Юрій Дмитрович старший стрілець стрілецького відділення стрілецького взводу стрілецької роти
Народився 03 жовтня 1973 року.
Під час несення бойового чергування 30.04. 2024 року на посту в Київської області старший солдат Юрій БАЛИНЕЦЬ близько 07:20 поскаржився на погіршення самопочуття ( пожовтіння обличчя, синюшність кисті обох рук ) так як на місці з’ясувати причину і надати допомогу не було можливим, до місця несення служби було викликано карету швидкої медичної допомоги та невідкладно госпіталізовано старшого солдата Юрія БАЛИНЦЯ до КНП «Бориспільська Багатопрофільна Лікарня Інтенсивного Лікування» до відділення екстреної медичної допомоги. Лікарі допомогти не змогли. Старший стрілець стрілецького відділення стрілецького взводу стрілецької роти військової частини А7322 БАЛИНЕЦЬ Юрій Дмитрович помер 30 квітня 2024 року в КНП "ББЛІЛ" м. Бориспіль. Причина смерті - менінгіт.
Похований в Черкасах 7 травня 2024 року.
солдат СОБКО Павло Іванович стрілець стрілецького відділення стрілецького взводу стрілецької роти
Народився 30 липня 1988 року
Під час бойового зіткнення 25.04.2022 в період з 10.00 до 16.00, в ході ведення бою в населеному пункті Попасна, під час відбиття наступу противника та обстрілу з А152мм, РСЗВ "Град", ВКК, СЗ, снайперського вогню, загинув стрілець стрілецького відділення стрілецького взводу стрілецької роти військової частини А7322 СОБКО Павло Іванович.
Похований 28 квітня 2022 року в Черкасах.
На його честь в місті Черкаси назвали алею в Південно-Західному мікрорайоні.
старший сержант ТУРЕНКО Андрій Миколайович технік стрілецького роти 
Народився 4 лютого1976 року.
Під час бойового зіткнення 25.04.2022 в період з 10.00 до 16.00, в ході ведення бою в населеному пункті Попасна, під час відбиття наступу противника та обстрілу з А152мм, РСЗВ "Град", ВКК, СЗ, снайперського вогню, загинув технік стрілецького роти військової частини А7322 ТУРЕНКО Андрій Миколайович.
Похований 28 квітня 2022 року в Черкасах.
сержант КОРЖ Сергій Миколайович головний сержант стрілецького взводу стрілецької роти.
Народився 24 серпня 1965 року
Попередньо встановлено, що з 26.04.2022 в ході ведення бою в населеному пункті Попасна, група військовослужбовців на позиціях оборони підрозділу була оточена та змушена змінити свої позиції, після чого, в наслідок шквального огню противника загинув головний сержант стрілецького взводу стрілецької роти військової частини А7322 сержант КОРЖ Сергій Миколайович.
Похований 12 травня 2022 року в Черкасах.
солдат МЕДЕЛЯН Георгій Миколайович стрілець стрілецького відділення стрілецького взводу стрілецької роти
Народився 13 травня 1979 року
Під час бойового зіткнення 25.04.2022 в період з 10.00 до 18.00, в ході ведення бою в населеному пункті Попасна, під час відбиття наступу противника та обстрілу з А152мм, РСЗВ "Град", ВКК, СЗ, снайперського вогню по позиціях був поранений стрілець стрілецького відділення стрілецького взводу стрілецької роти військової частини А7322 солдат МЕДЕЛЯН Георгій Миколайович. Від отриманих ран помер у м. Дніпро, в лікарні ім.Мечнікова.
Похований 9 травня 2022 року в Черкасах.
старший солдат ПАХОМОВ Євгеній Сеогійович стрілець стрілецького відділення стрілецького взводу стрілецької роти
Народився 7 травня 1981 року
Попередньо встановлено, що в період з 12-00 до 16-00 26.04.2022 під час відбиття наступу противника (бойового зіткнення), артилерійського обстрілу з боку противника із застосуванням А152мм, А122мм, М120мм, ВКК, С3 по позиціях в ПОПАСНА, в наслідок поранень не сумісних з життям стрілець стрілецького відділення стрілецького взводу стрілецької роти військової частини А7322 старший солдат ПАХОМОВ Євгеній Сергійович загинув.
Похований 9 травня 2022 року в Черкасах.
ст.солдат ГЕЛІКОНОВ Володимир Сергійович помічник гранатометника гранатометного відділення гранатометного взводу
Народився 3 березня 1996 року
Попередньо встановлено, що в період з 12-00 до 16-00  04.05.2022 під час відбиття наступу противника (бойового зіткнення), артилерійського обстрілу з боку противника із застосуванням А152мм, А122мм, М120мм, ВКК, С3 по позиціях в ПОПАСНА, в наслідок поранень не сумісних з життям помічник гранатометника гранатометного відділення гранатометного взводу військової частини А7322 старший солдат ГЕЛІКОНОВ Володимир Сергійович загинув.
Похований 13 травня 2022 року в Черкасах.
старший солдат ТІТОВ Ігор Сергійович старший сапер інженерно-саперного взводу.
Народився 22 квітня 2003 року
Попередньо 20.10.2024 року на Північному напряму в Курській області противником нанесено удар авіацією орієнтовно НУРС. Під час авіаудару загинув старший сапер інженерно – саперного взводу  військової частини А7322 старший солдат ТІТОВ Ігор Сергійович.
Похований 24 жовтня 2024 року в Черкасах .
молодший сержант ГЕНКЕЛЬ Владислав Олександрович командир відділення снайперів роти вогневої підтримки
Народився 3 червня 2000 року
05.11.2024 року о 15:35 на Північному напрямку в Курській області противником нанесено удар за допомогою БпЛА, а саме скид гранати Ф1, в наслідок чого отримав поранення командир відділення снайперів роти вогневої підтримки військової частини А7322 молодший сержант ГЕНКЕЛЬ Владислав Олександрович. Лікарі боролися за його життя, Владислав ГЕНКЕЛЬ був спрямований в Національний військово-медичний клінічний центр «Головний військовий клінічний госпіталь», де помер від отриманих поранень 11.11.2024 року.
Похований 14 листопада 2024 року на Алеї Героїв у місті Черкаси 
солдат ІЩЕНКО Михайло Валерійович гранатометник стрілецького відділення стрілецького взводу стрілецької роти
Народився 16 вересня 1978 року
09.11.2024 року о 08:40 на Північному напрямку в Курській області  противником нанесено удар Керованою авіаційною бомбою. В наслідок авіаудару загинув гранатометник стрілецького відділення стрілецького взводу стрілецької роти військової частини А7322 солдат ІЩЕНКО Михайло Валерійович.
Похований 19 листопада 2024 року в селі Хацьки Черкаського району.
мол.сержант МИХАЙЛЕНКО Павло Іванович командир кулеметного відділення взводу вогневої підтримки роти вогневої підтримки
Народився 13 липня 1990 року
12.11.2024 року близько 09:30 на Північному напрямку в Курської області  противником нанесено авіаційний удар, орієнтовно КАБ, по групі військовослужбовців, які переміщалися в зоні відповідальності підрозділу, з метою доставки матеріально-технічних засобів та боєприпасів. В наслідок авіаудару загинув командир кулеметного відділення взводу вогневої підтримки роти вогневої підтримки військової частини А7322, молодший сержант МИХАЙЛЕНКО Павло Іванович.
Похований 16 листопада 2024 року в селі Червона Слобода Черкаського району.
солдат ЛУГОВИЙ Андрій Володимирович стрілець стрілецького відділення стрілецького взводу стрілецької роти
Народився 4 грудня 1988 року
06.12.2024 року на Північному напрямку в Курської області противником нанесено удар за допомогою БпЛА FPV-камікадзе. В наслідок атаки дрону загинув стрілець третього стрілецького відділення третього стрілецького взводу другої стрілецької роти військової частини А7322, солдат ЛУГОВИЙ Андрій Володимирович.
Похований 14 грудня 2024 року в селі Мельники Черкаського району.
солдат ЄРЕМЕНКО Сергій Олександрович гранатометник стрілецького відділення стрілецького взводу стрілецької роти
Народився 18 травня 1983 року
29.12.2024 року на Північному напрямку в Курської області під час штурмових дій противника загинув гранатометник першого стрілецького відділення другого стрілецького взводу першої стрілецької роти військової частини А7322 солдат ЄРЕМЕНКО Снргій Олександрович.
Похований 7 січня 2025 року в селі Ручаївка Запоріжської області
ст.солдат БАБИЧ Сергій Іванович старший стрілець оператор стрілецького відділення стрілецького взводу стрілецької роти
Народився 4 січня 1971 року
29.12.2024 року на Північному напрямку в Курської області під час штурмових дій противника загинув старший стрілець оператор другого стрілецького відділення третього стрілецького взводу другої стрілецької роти військової частини А7322 старший солдат БАБИЧ Сергій Іванович.
Похований 2 січня 2025 року в селі Топилівка Черкаського району
старший солдат ВІДОМИЙ Антон Віталійович водій протитанкового відділення протитанкового взводу роти вогневої підтримки
Народився 2 лютого 1985 року
29.12.2024 року на Північному напрямку в Курської області під час штурмових дій противника загинув водій протитанкового відділення протитанкового взводу роти вогневої підтримки військової частини А7322 старший солдат ВІДОМИЙ Антон Віталійович
Похований 4 січня 2025 року на Алеї Героїв в місті Черкаси
солдат МАРЕНИЧ Владислав Олегович номер обслуги гранатометного відділення взводу вогневої підтримки роти вогневої підтримки
Народився 10 серпня 2002 року
03.01.2025 року на Північному напрямку в Курської області противником нанесено удар за допомогою БпЛА FPV-камікадзе. В наслідок атаки дрону загинув номер обслуги гранатометного відділення взводу вогневої підтримки роти вогневої підтримки військової частини А7322 солдат МАРЕНИЧ Владислав Олегович.
Похований 11 січня 2025 року в селі Козубівка, Вознесеньський району, Миколаївської області.
ст.сержант ДЕРЕВ'ЯНКО Юрій Андрійович головний сержант-командир стрілецького відділення стрілецького взводу стрілецької роти
Народився 9 грудня 1973 року
06.01.2025 року на Північному напрямку в Курської області противником нанесено скид гранати Ф-1 за допомогою БпЛА. В наслідок атаки загинув головний сержант- командир першого стрілецького відділення другого стрілецького взводу третьої стрілецької роти військової частини А7322 старший сержант ДЕРЕВ'ЯНКО Юрій Андрійович.
Похований 10 січня 2025 року на Алеї Героїв в місті Черкаси.
солдат МАКЕДОН Олександр Євгенійович водій-електрик відділення безпілотних авіаційних комплексів взводу безпілотних авіаційних комплексів
Народився 05 грудня 1997 року
29.01.2025 року на Північному напрямку в Курської області під час переміщення військовослужбовців з метою доставки матеріально-технічних засобів, противником був нанесений удар по автомобілю за допомогою двох БпЛА камікадзе, внаслідок чого отримав поранення водій-електрик відділення безпілотних авіаційних комплексів взводу безпілотних авіаційних комплексів  військової частини А7322 солдат МАКЕДОН Олександр Євгенійович. Лікарі боролися за його життя,Олександр МАКЕДОН був доставлений в Сумський обласний клінічний госпіталь ветеранів війни, де помер від отриманих поранень 31.01.2025 року. 
Похований 5 лютого 2025 року на Алеї Героїв в місті Черкаси.
молодший сержант ВАЛЯР Вадим Васильович командир стрілецького відділення стрілецького взводу стрілецької роти
Народився 17 січня 1984 року
02.02.2025 року на Північному напрямку в Курської області противником нанесено удар за допомогою важкого БпЛА, один скид ймовірно протитанкової міни ТМ-62, в наслідок чого загинув  командир третього стрілецького відділення третього стрілецького взводу другої стрілецької роти військової частини А7322  молодший сержант ВАЛЯР Вадим Васильович.
Похований 10 лютого 2025 року на Алеї Героїв в місті Черкаси.
солдат СОБКО Олександр Васильович гранатометник стрілецького відділення стрілецького взводу стрілецької роти
Народився 31 січня 1986 року
15.02.2025 року на Північному напрямку в Курської області противником нанесено удар за допомогою БпЛА, одного FPV камікадзе, в наслідок чого загину гранатометник другого стрілецького відділення третього стрілецького взводу третьої стрілецької роти військової частини А7322 солдат СОБКО Олександр Васильович.
Похований 20 лютого 2025 року на Алеї Героїв в місті Черкаси.
солдат КОБИЗЬКИЙ Віктор Сергійович стрілець стрілецького відділення стрілецького взводу стрілецької роти
Народився 28 листопада 1994 року
18.02.2025 року на Північному напрямку в Курської області по особовому складу, який переміщався для проведення ротації на позиціях, противником нанесено удар за допомогою БпЛА, однин FPV камікадзе,  в наслідок чого загинув стрілець другого стрілецького відділення другого стрілецького взводу першої стрілецької роти військової частини А7322 солдат КОБИЗЬКИЙ Віктор Сергійович.
Похований 24 лютого 2025 року на кладовищі села Нова Басань Чернігівської області
солдат СТАВЕНКО Сергій Миколайович помічник гранатометника стрілецького відділення стрілецького взводу стрілецької роти
Народився 16 лютого 1992 року
18.02.2025 року на Північному напрямку в Курської області по особовому складу, який переміщався для проведення ротації на позиціях, противником нанесено удар за допомогою БпЛА, однин FPV камікадзе,  в наслідок чого загинув стрілець-помічник гранатометника третього стрілецького відділення першого стрілецького взводу першої стрілецької роти військової частини А7322 солдат СТАВЕНКО Сергій Миколайович.
Похований 23 лютого 2025 року в с.Яблунівка Звенигородського району Черкаської області
солдат ЗЕЛЕНСЬКИЙ Максим Васильович сержант з матеріального забезпечення стрілецької роти  
Народився 19 липня 1979 року
Попередньо встановлено, що 30.04.2022 року, в ході ведення бою в населеному пункті Попасна, Луганської області на позиціях оборони, група була оточена переважаючими силами піхоти противника та бронетехніки. В результаті чого з групою було втрачено зв'язок та візуальний контакт. В складі групи був сержант з матеріального забезпечення стрілецької роти військової частини А7322 солдат ЗЕЛЕНСЬКИЙ Максим Васильович. Вважався зниклим безвісті до лютого 2025 року. 
Після процедури обміну тілами похований в на Алеї Героїв в місті Черкаси 26 лютого 2025 року
старший солдат ПОЛТАВЕЦЬ Сергій Васильович стрілець стрілецького відділення стрілецького взводу стрілецької роти
Народився 1 грудня 1967 року
Попередньо встановлено, що 28.04.2022 року, в ході ведення бою в населеному пункті Попасна, Луганської області на позиціях оборони, група була оточена переважаючими силами піхоти противника та бронетехніки. В результаті чого з групою було втрачено зв'язок та візуальний контакт. В складі групи був стрілець першого стрілецького відділення другого стрілецького взводу другої стрілецької роти військової частини А7322 старший солдат ПОЛТАВЕЦЬ Сергій Васильович. Вважався зниклим безвісті до лютого 2025 року.
Після процедури обміну тілами похований на Алеї Героїв в місті Черкаси 5 березня 2025 року

## Командири батальйону
- Підполковник Прядко Володимир Іванович (з моменту створення і до лютого 2023 року)
- Підполковник Петришин Володимир Володимирович (з лютого 2023 року і дотепер)[4]

## Галерея

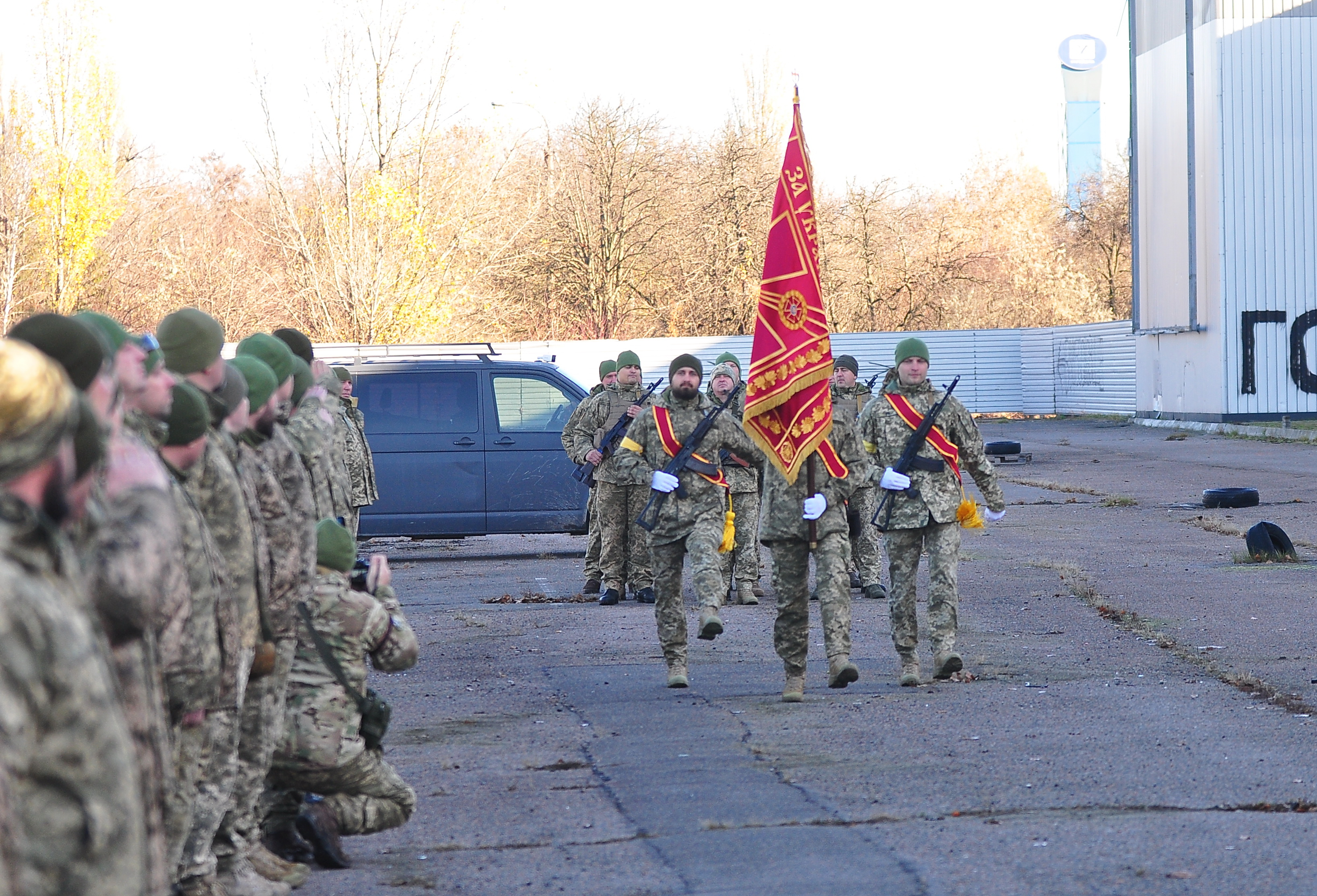
Представлення Бойового прапора
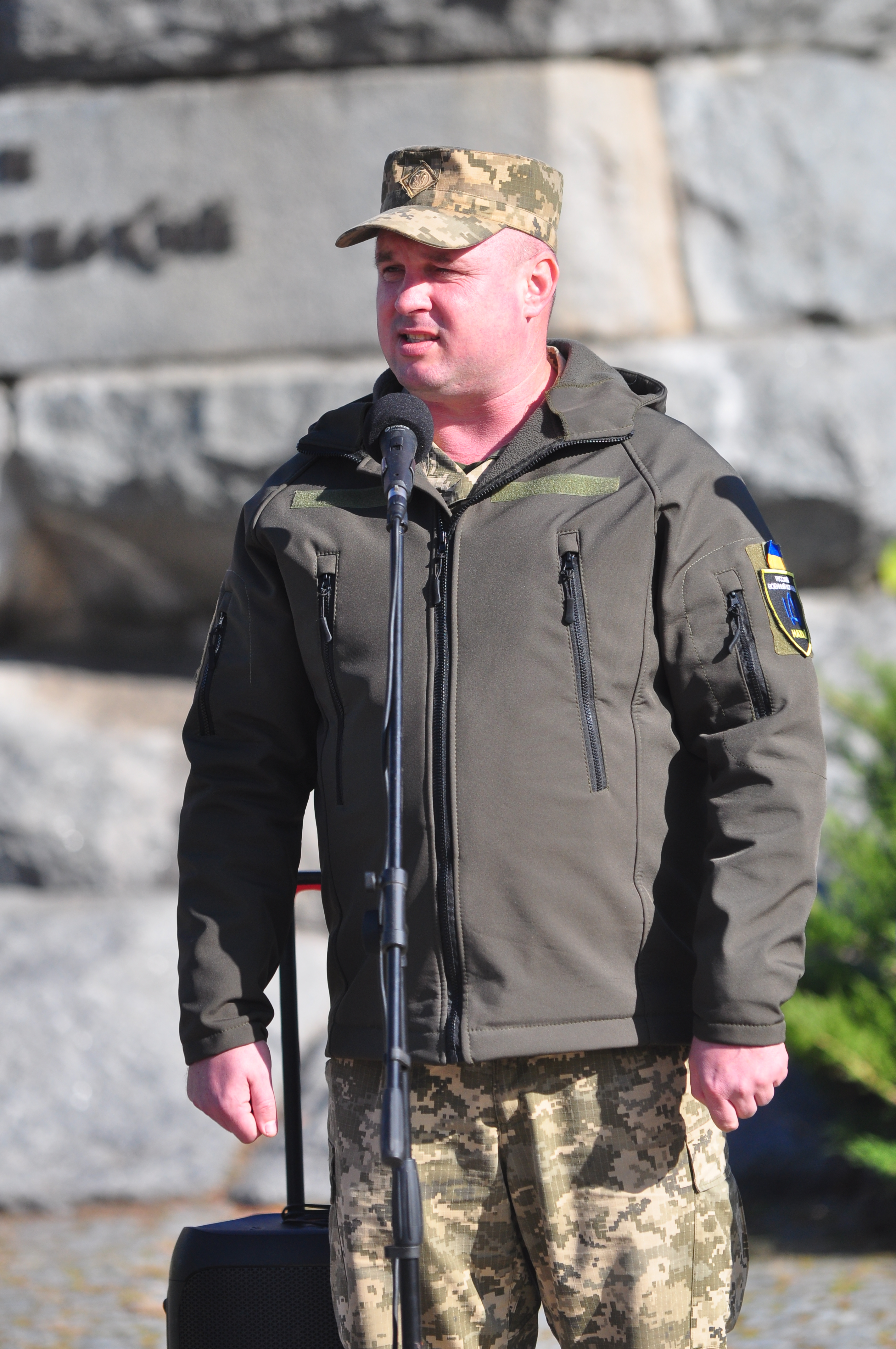
Підполковник Прядко Володимир Іванович
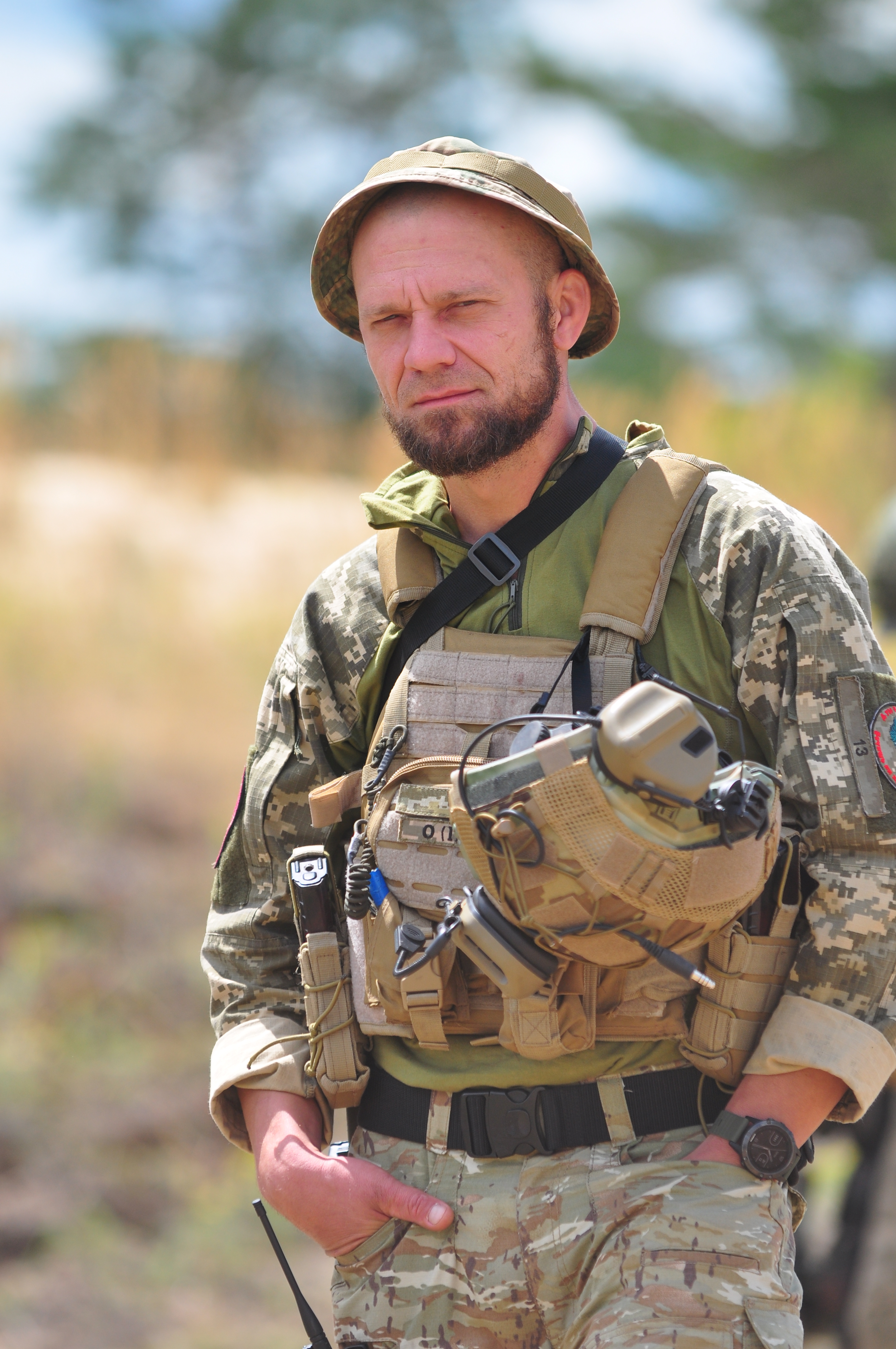
Підполковник Петришин Володимир Володимирович фото: 2022 рік
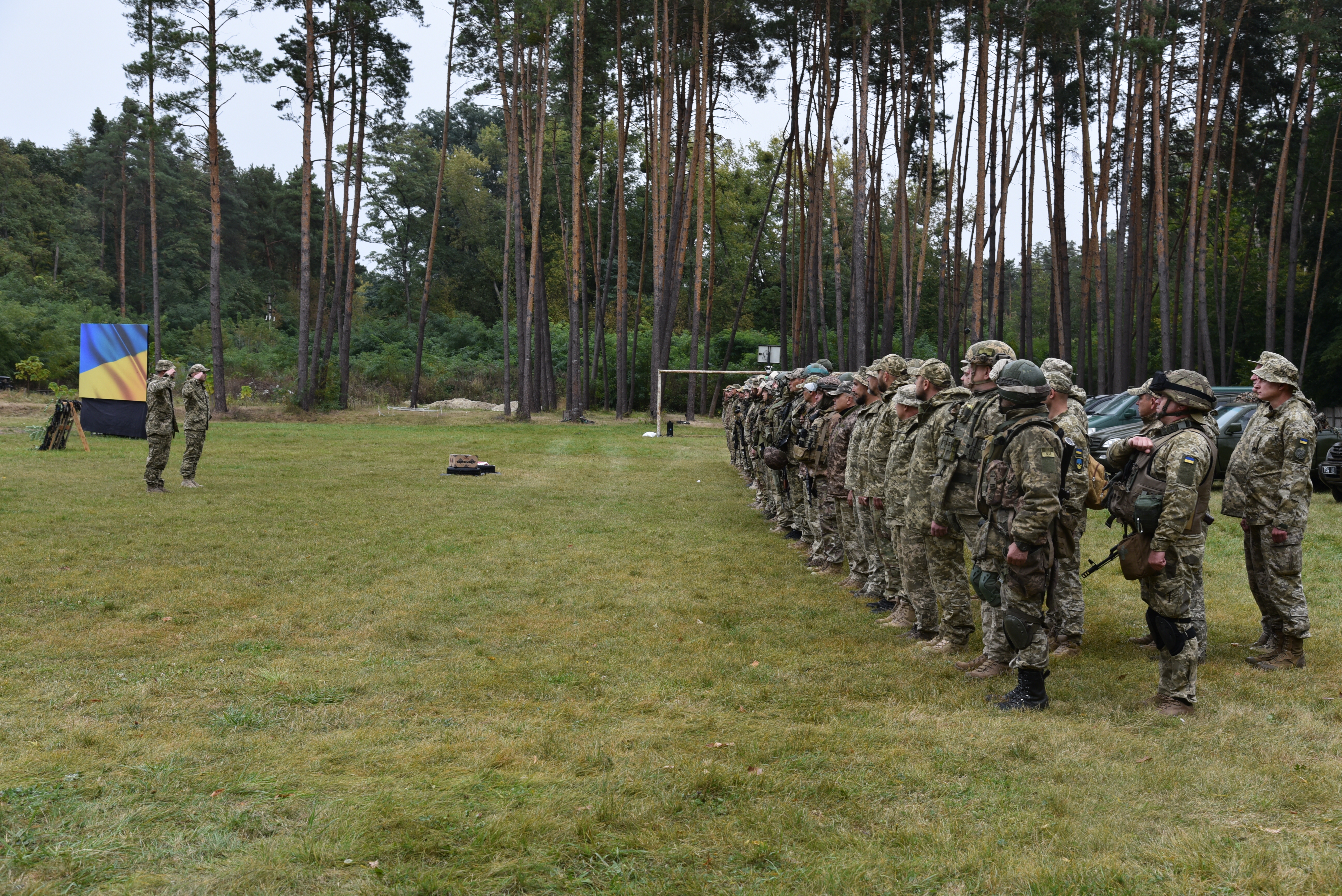
Наш батальйон
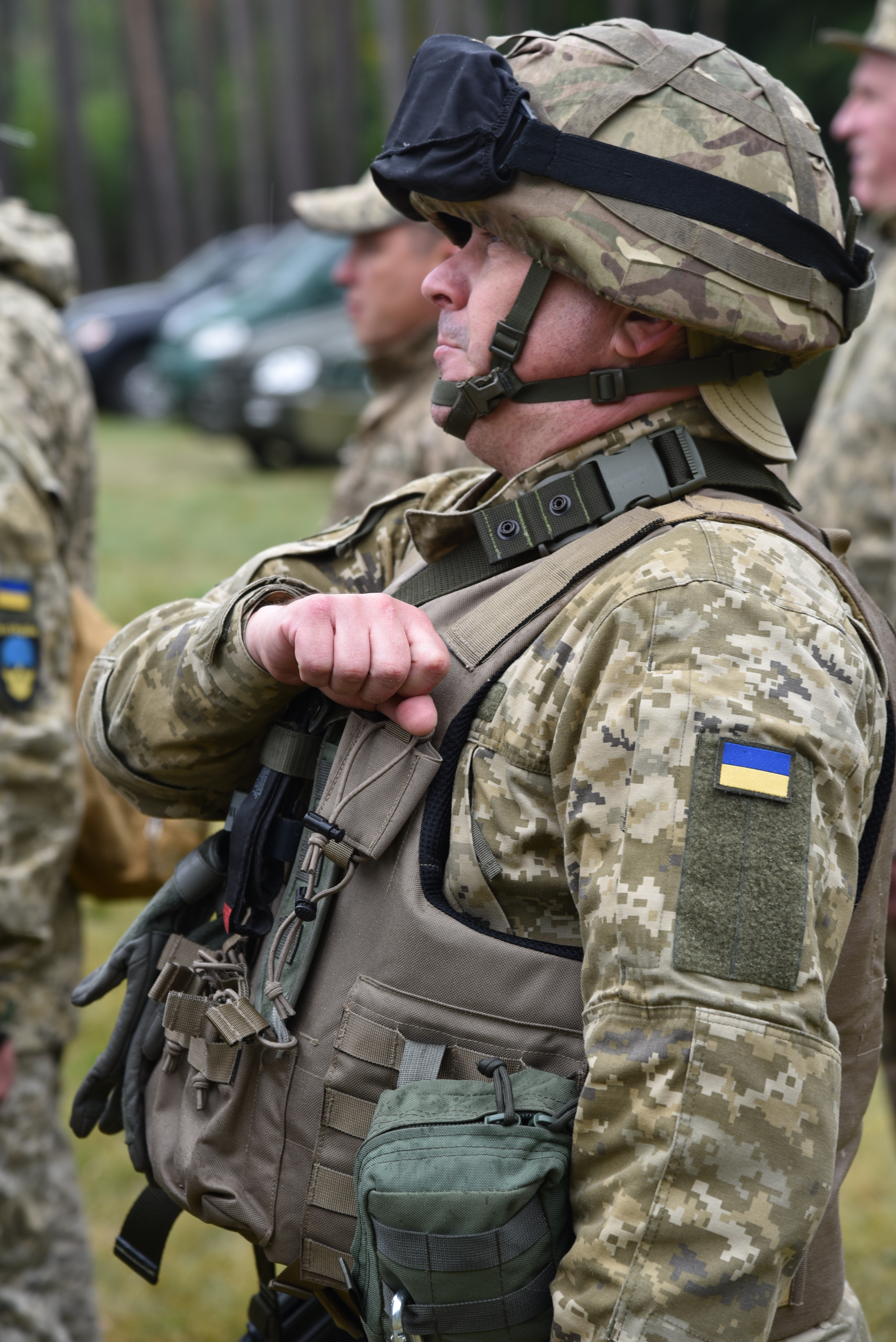
Наш батальйон
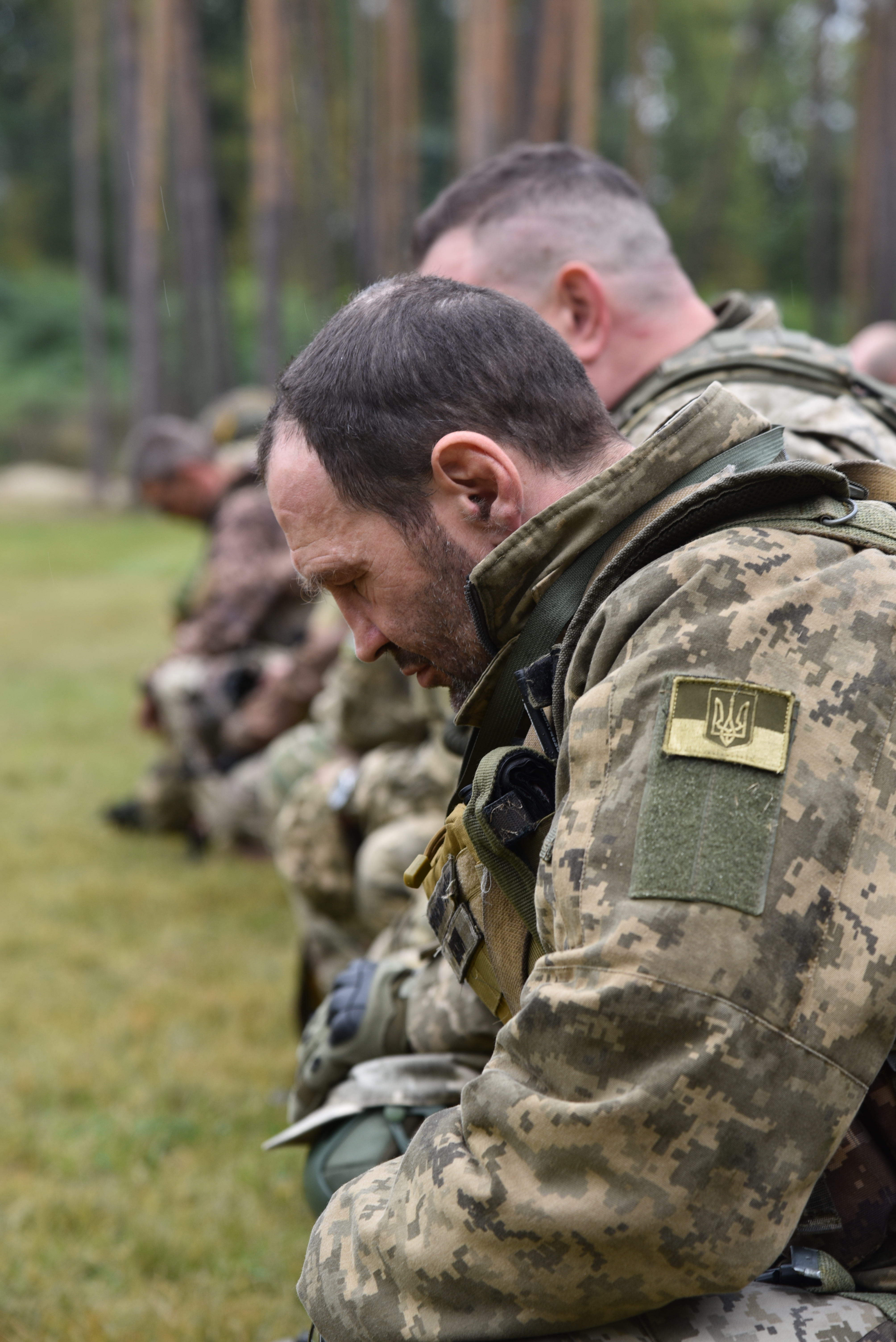
Хвилина мовчання
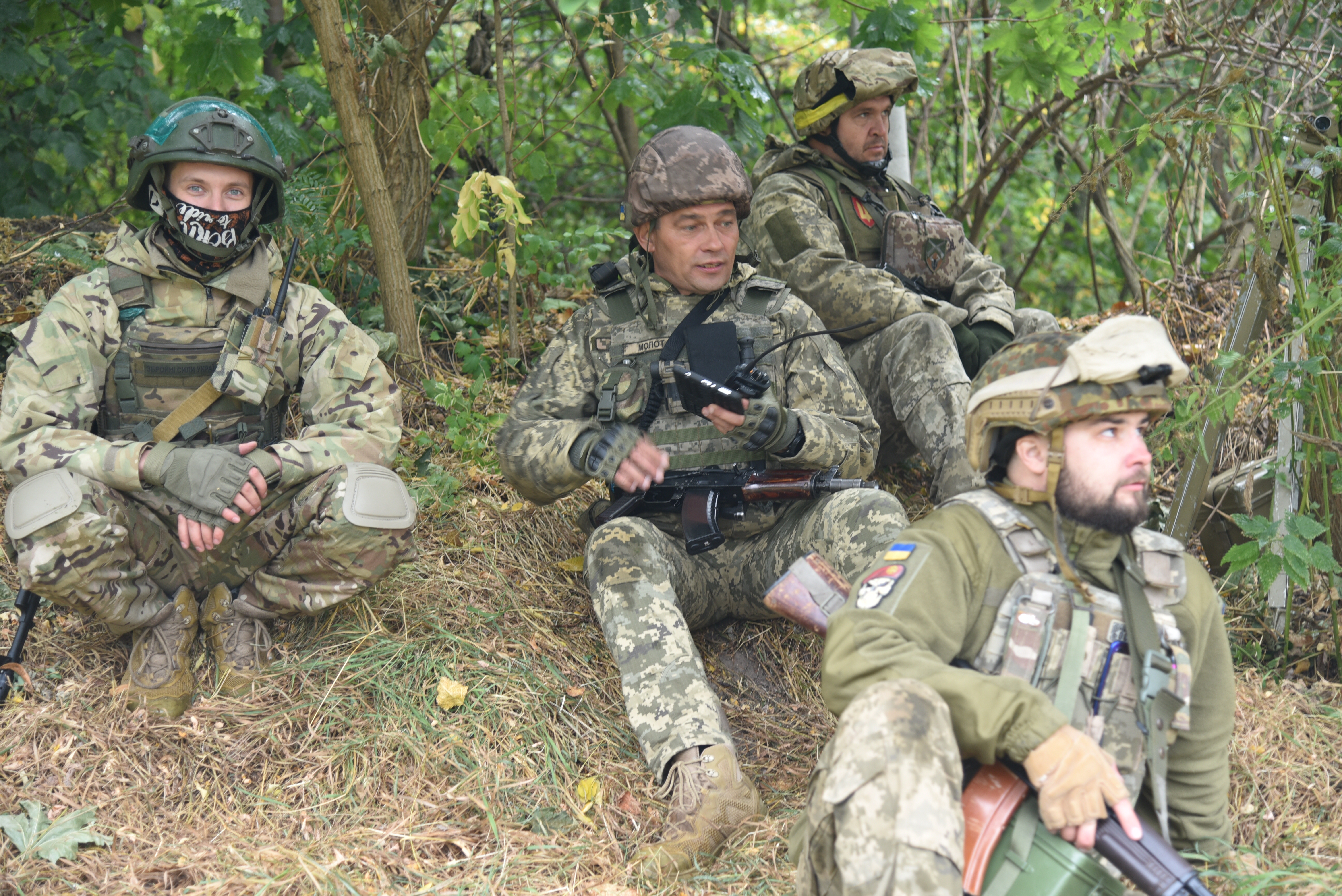
Мінометники
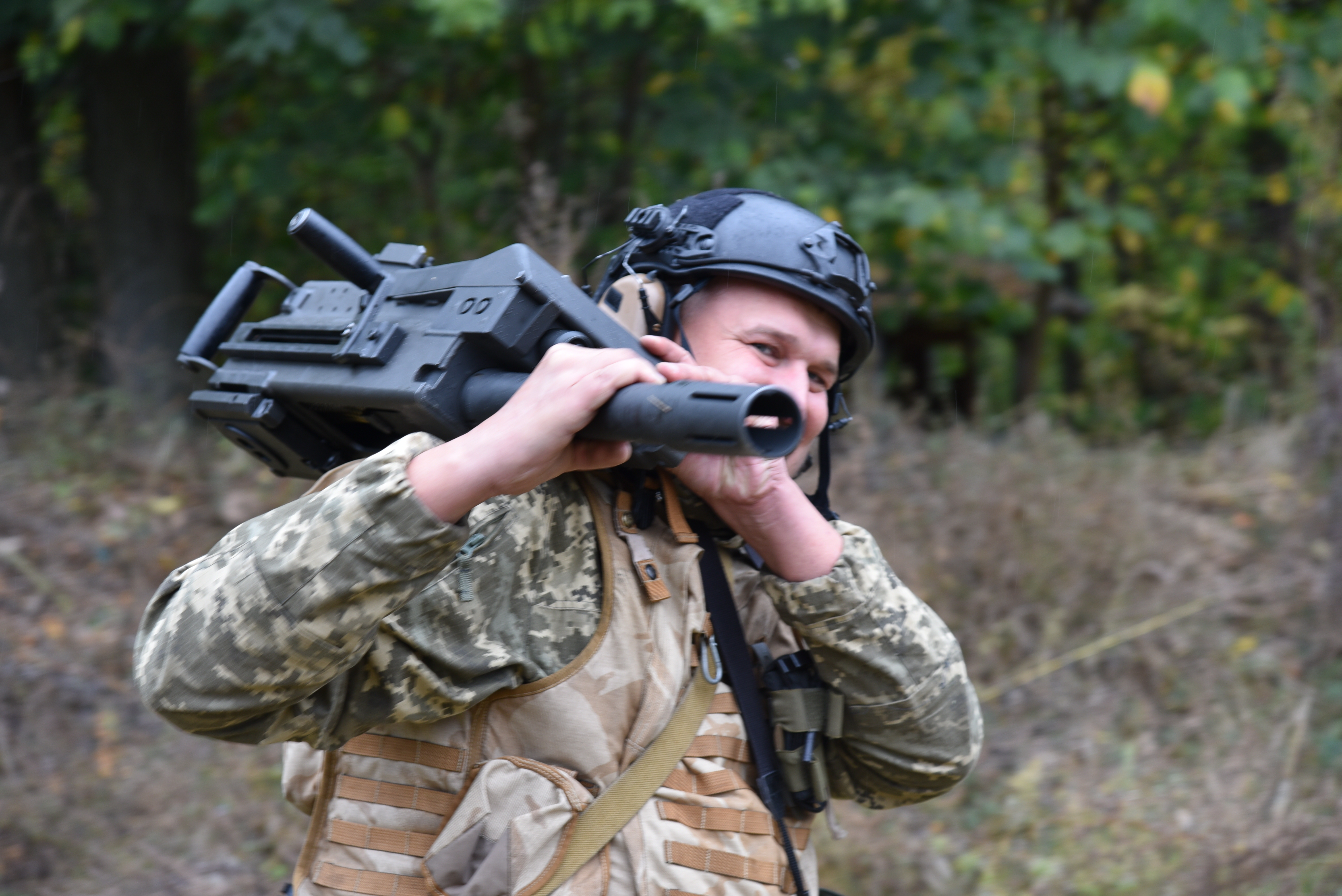
Наш батальйон
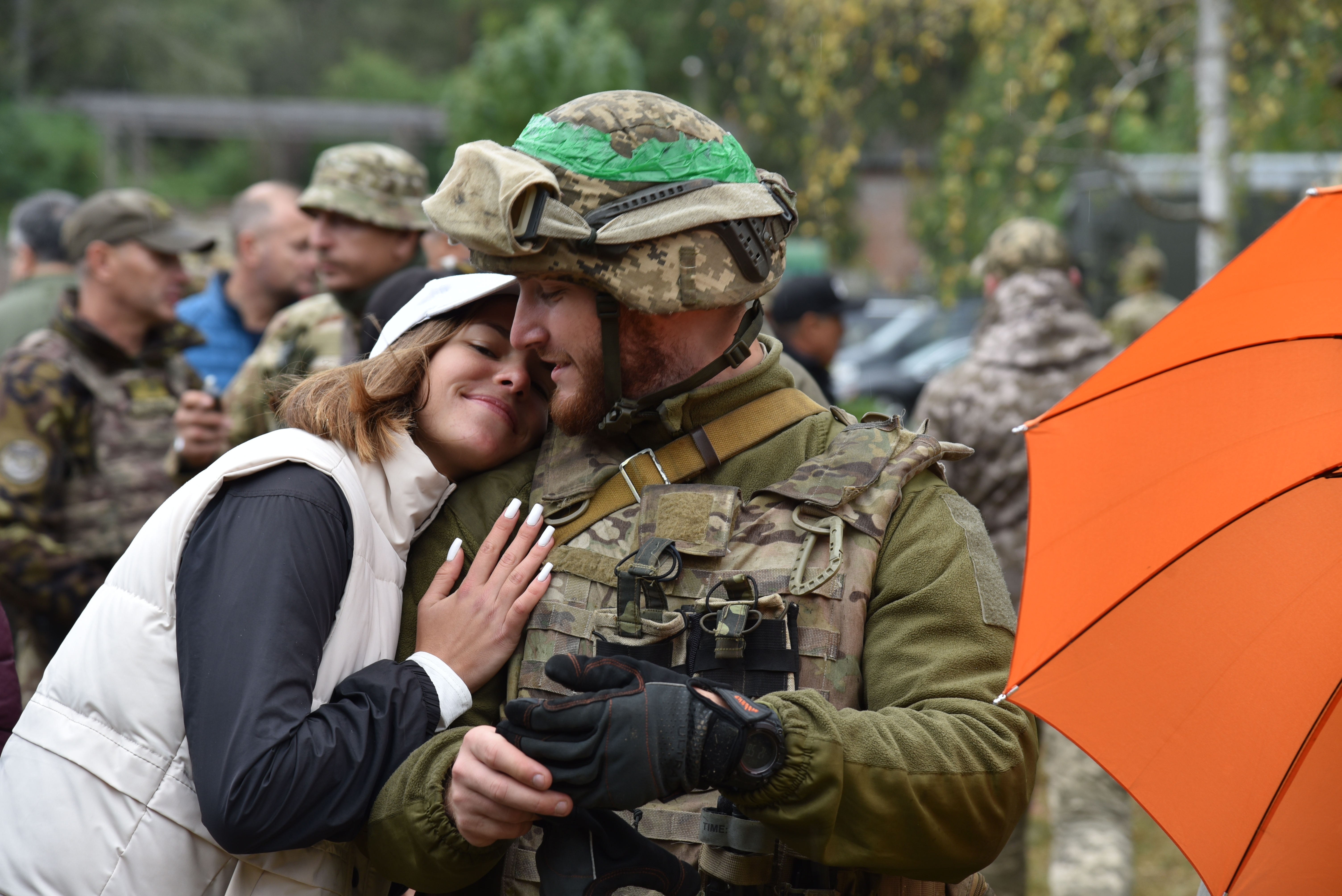
Наш батальйон
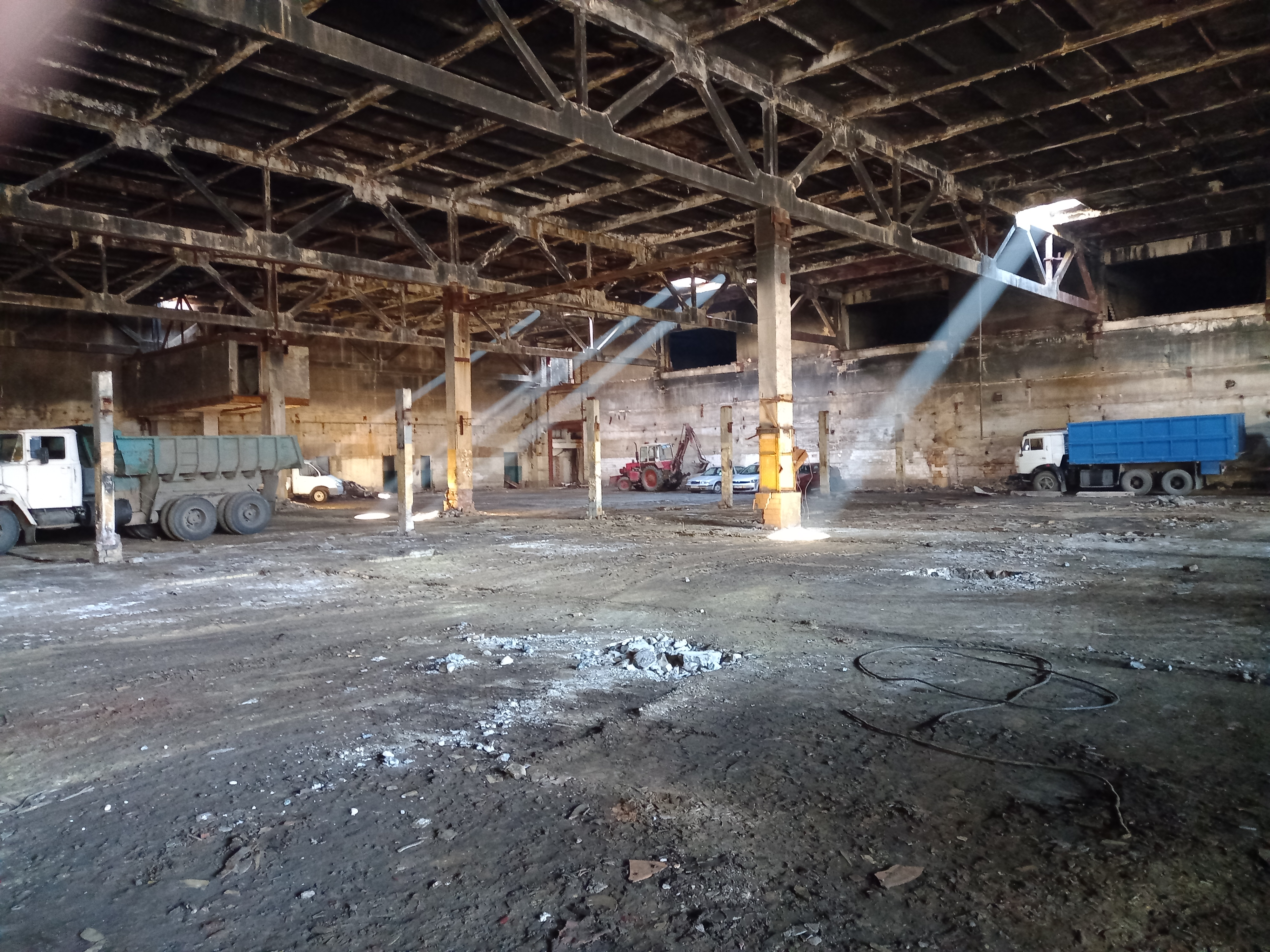
Надія є завжди (фото В.Мукан)
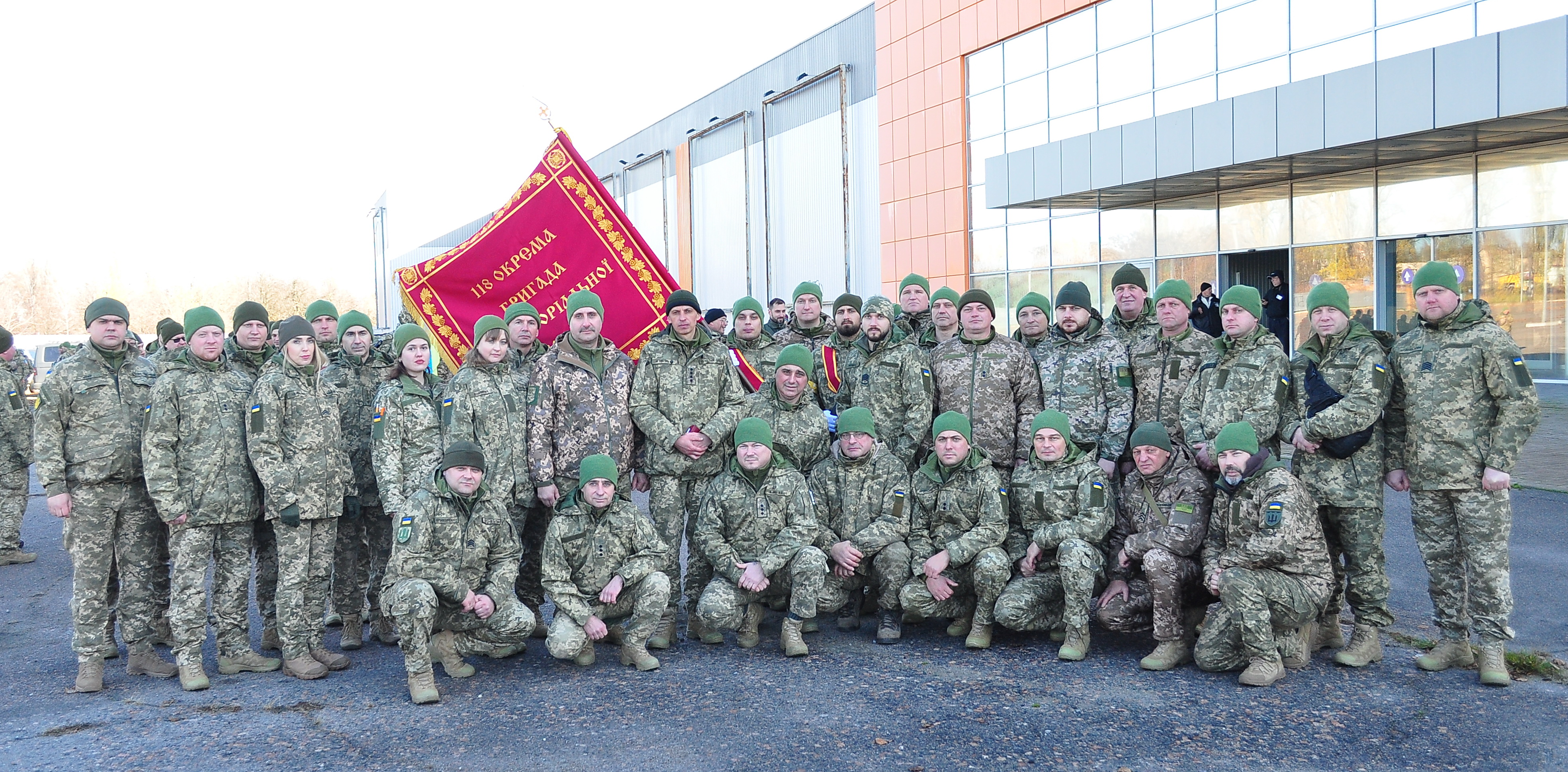
Наш батальйон
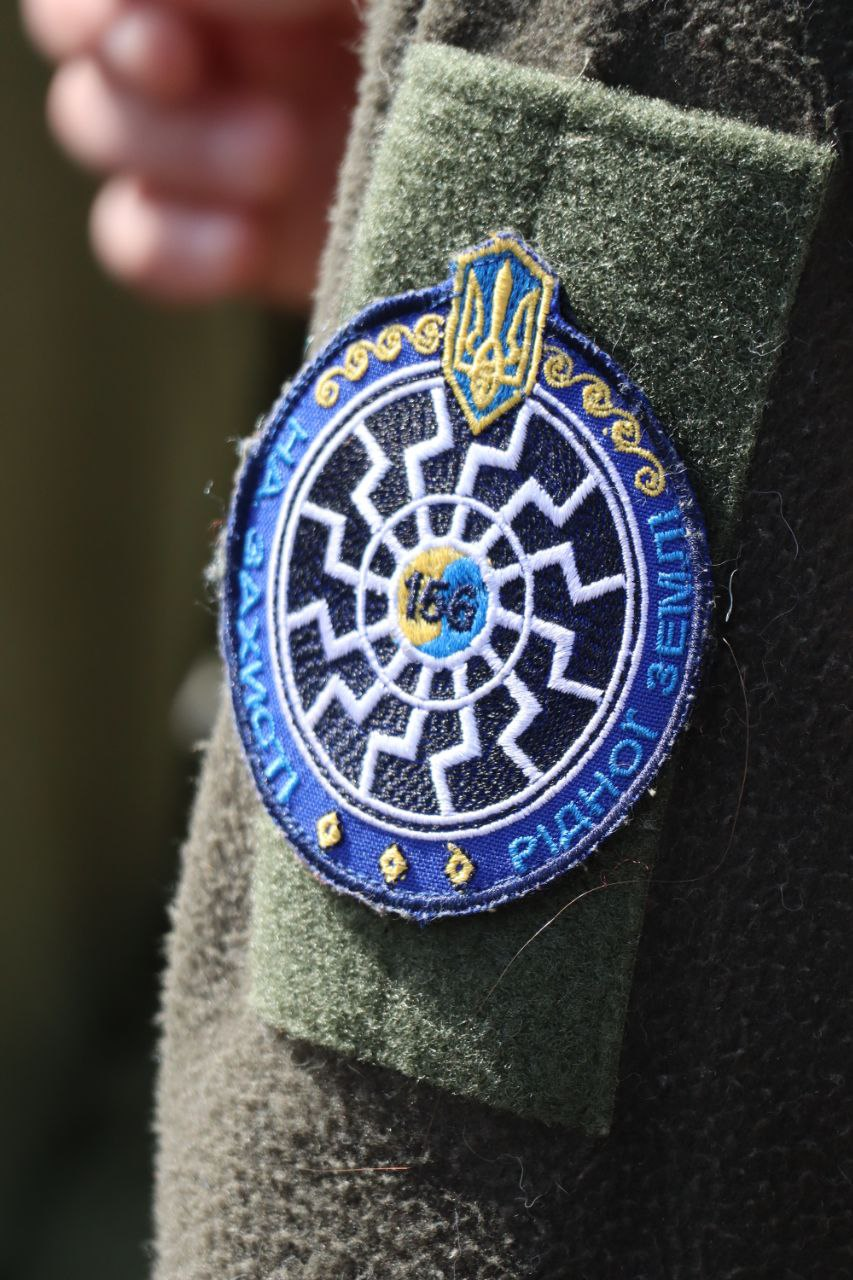
Шеврон
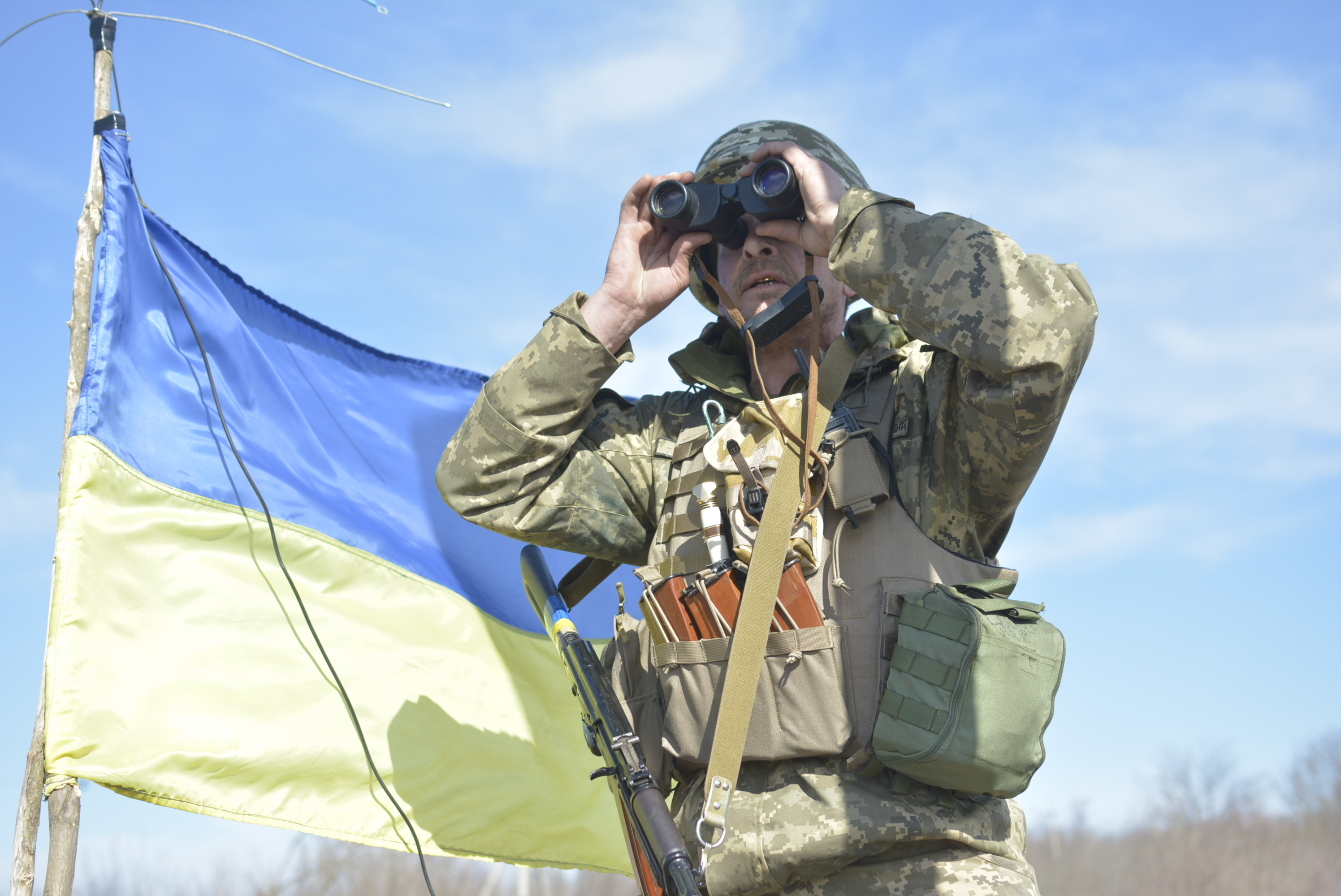
Наш батальйон